# Zeidora bigelowi
Zeidora bigelowi är en snäckart som beskrevs av Farfante 1947. Zeidora bigelowi ingår i släktet Zeidora och familjen nyckelhålssnäckor. Inga underarter finns listade i Catalogue of Life.